# Félix Bilbao Ugarriza
Félix Bilbao Ugarriza (Baquio, Vizcaya, 18 de mayo de 1873-Tortosa, 18 de noviembre de 1943) fue un obispo católico español. Ocupó el cargo de obispo de Tortosa desde 1925 hasta 1943.

## Biografía

### Primeros años y formación
Nació en Baquio en 1873. Cursó sus estudios eclesiásticos en el Seminario de Madrid. Obtuvo el doctorado en Sagrada Teología en la Universidad Pontificia de Toledo. Fue ordenado sacerdote el 12 de junio de 1897.  

### Vida sacerdotal y docente
Poco después de la ordenación fue nombrado profesor de Latín, Física, Derecho natural, Historia de la Filosofía y Metafísica en el Seminario de Madrid, labor docente que compaginó con estudios en el campo del derecho canónico. 
Fue director del Boletín Oficial de la Diócesis y cura párroco de la iglesia de Religiosas de María Reparadora. En 1906 fue nombrado secretario de Cámara del arzobispo de Valencia. En 1910 obtuvo, por oposición, el cargo de canónigo de la catedral de Valencia. Cinco años después, en 1915, fue nombrado secretario de cámara del arzobispo de Toledo. Poco después regresó a Valencia como catedrático de Instituciones sociales del Seminario y miembro del claustro de doctores de Teología. 

### Episcopado
En 1924 fue nombrado obispo auxiliar del prelado de Tortosa, Pedro Rocamora y García, a quien sucede al año siguiente en la sede episcopal, después de su deceso y tomando posesión oficialmente como obispo de Tortosa el 23 de marzo de 1926.
Durante su mandato, dedicó especial atención a la Acción Católica, siendo nombrado en marzo de 1935 Consiliario de esta.

## Obras

### Libros:
- Jerarquismo: consideraciones sobre una receta saludable, pero poco usada (Tortosa, 1933; Madrid, 1935).